# Prima apocalisse di Giacomo
La Prima apocalisse di Giacomo è un apocrifo del Nuovo Testamento di stampo gnostico, attribuito a Giacomo il Giusto, composto probabilmente in lingua greca ma conservatosi in lingua copta tra i Codici di Nag Hammadi (V.3) e nel Codex Tchacos (2). Il titolo dell'opera è Apocalisse di Giacomo, ma è detta "Prima" per distinguerla dall'omonima apocalisse presente subito dopo nel V codice, detta Seconda apocalisse di Giacomo. Fu composta tra l'ultimo ventennio del II e la prima metà del III secolo.
Si tratta di un dialogo concernente una rivelazione ("apocalisse") tra Gesù e Giacomo il Giusto, suo "fratello", al riguardo della salvezza, intesa in senso gnostico come la liberazione dell'anima dalla sofferenza terrena ed il suo ritorno allo stato primordiale.

## Contenuto
La prima parte dell'opera (20,10-30,11) riporta il dialogo tra Giacomo e Gesù. Giacomo è timoroso per la sofferenza che gli sarà inferta a breve, assieme a Gesù; questi, invece, lo consola impartendogli degli insegnamenti di stampo gnostico sul ruolo dell'uomo nell'universo. Un riferimento indiretto e molto breve alla crocifissione (30,12-13) fa da cesura al flusso narrativo.
All'inizio della seconda parte, il "Signore" ricompare e trasmette a Giacomo una serie di formule che gli serviranno, dopo il martirio, durante la sua ascesa verso "Colui che è preesistente", per annullare i poteri ostili che tenteranno di ostacolarlo (32,23-36,1). Successivamente Giacomo riceve disposizioni sulla trasmissione segreta degli insegnamenti (36,13-38,11), poi Gesù commenta sul valore delle donne come discepoli (38,15-41,18) e Giacomo disconosce i dodici apostoli (42,20-24). La parte finale dell'opera, seriamente compromessa dalle lacune del testo, riporta una lunga narrazione del martirio di Giacomo.

## Composizione
La versione in lingua copta conservatasi è datata tra la prima metà del IV secolo e la seconda metà del III secolo. Una datazione dell'originale in lingua greca è invece difficile da ottenere: gli studiosi sono in grado di dare una stima confrontando il contenuto dell'Apocalisse di Giacomo con l'evoluzione del pensiero gnostico: il testo evidenzia alcune dottrine (come la distinzione in Sophia superiore - "Achamoth" - ed inferiore - la Sophia vera e propria) che presuppongono una teologia valentiniana già completamente sviluppata, dunque una datazione non antecedente alla fine del II secolo. È comunque altamente probabile che nella composizione dell'Apocalisse sia stato utilizzato materiale precedente, verosimilmente dalla tradizione che aveva in Giacomo il proprio fondatore, quella giudeo-cristiana.
Se l'importanza della figura di Giacomo il Giusto è indizio di un rapporto con la tradizione giudeo-cristiana, e il riferimento ad Addai (36,15-24) suggerisce un ambiente siriano e dunque una cristianità semitica, non tutti gli studiosi ritengono l'opera composta in ambiente giudaico cristiano.